# Wallabadah
Wallabadah – miasto w Australii, w stanie Nowa Południowa Walia.